# Herrenhaus Schwarzenau

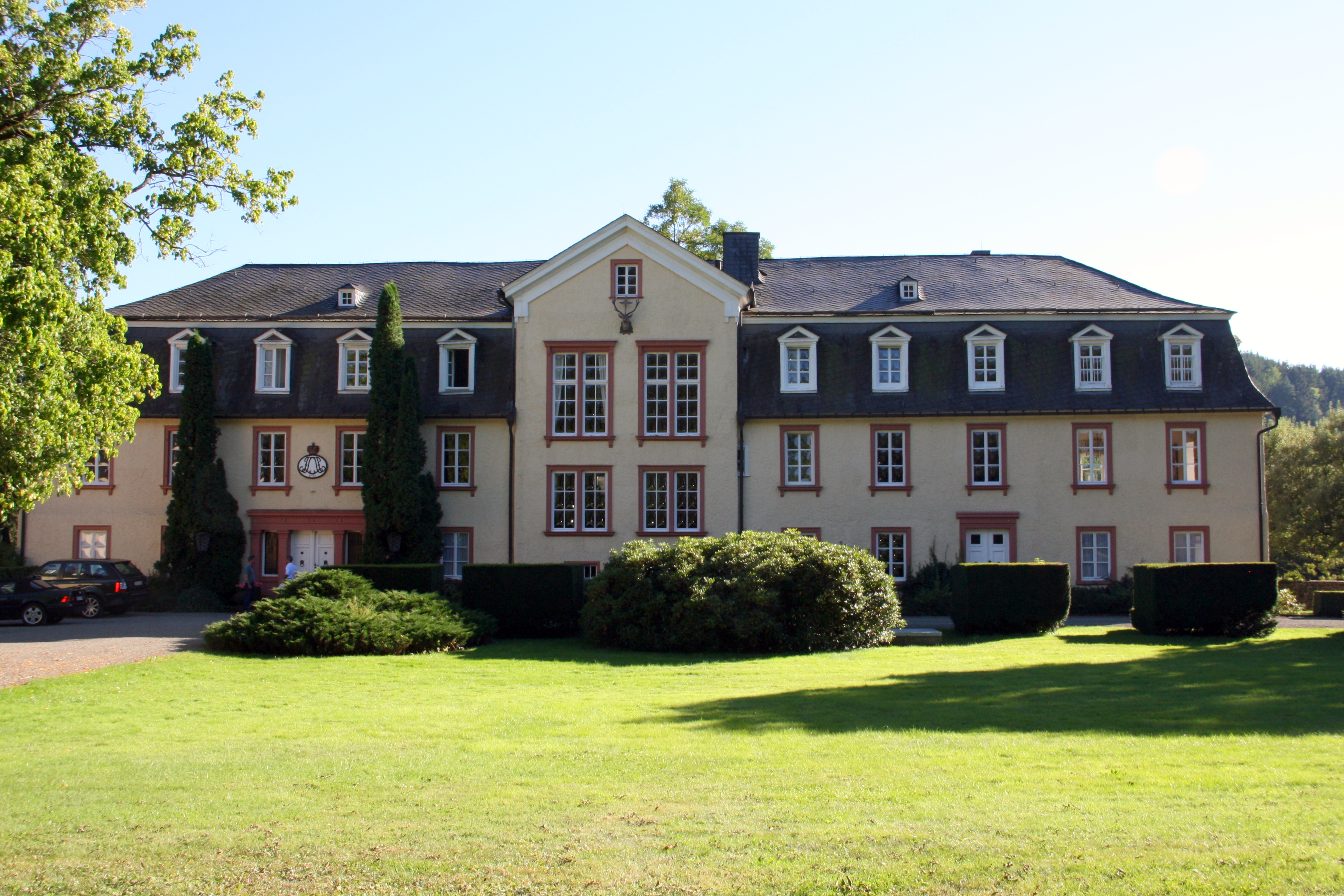
Ehemaliges Jagdschloss Schwarzenau

Das Herrenhaus Schwarzenau liegt im Stadtteil Schwarzenau von Bad Berleburg. 

## Geschichte
Der Ursprung des Gebäudes gründete auf dem herrschaftlichen Hof Schwarzenau. Dieser wurde im ältesten überlieferten Güterverzeichnis dem Amt Richstein zugeordnet.
Mehrmals wurde es in den folgenden Jahrhunderten von Mitgliedern der Familie Sayn-Wittgenstein als Witwensitz, Sommerresidenz und Jagdschloss benutzt. Zeitweilig diente es auch als Aufenthaltsort und Regierungssitz der gräflichen Familie, vor allem zur Zeit des radikalen Pietismus unter Graf Henrich Albrecht zu Sayn-Wittgenstein-Hohenstein. Seit 1950 benutzt sie es anstelle von Schloss Wittgenstein als Wohnsitz.

## Die Anlage
Der Gebäudekomplex besteht aus dem in der Mitte des 17. Jahrhunderts errichteten Herrenhaus und dem im 18. Jahrhundert in Fachwerk erbauten Wirtschaftsgebäude.
Das ehemalige Jagdschloss Schwarzenau war „Denkmal des Monats Januar 2007“ der Regionalgruppe Südliches Westfalen und teilweise der Regionalgruppe Münsterland der Arbeitsgemeinschaft „Historische Stadtkerne in Nordrhein-Westfalen“.
In ihrer heutigen Gestalt zeigt die Anlage eine spätbarocke Prägung. Im Jahr 1788 entstand das heutige Herrenhaus auf einem planierten Gelände über einer hohen Flutmauer parallel zum Fluss. Zu den damals bereits bestehenden Baulichkeiten, die in den langgezogenen Wirtschaftstrakt entlang der Straße einbezogen sind, wurde deutlicher Abstand gewahrt. Die dazwischen liegende Fläche – heute eine Rasenfläche mit etwa einhundertjährigem Baumbestand – dürfte einst als geometrischer Garten gestaltet gewesen sein.
Eine Steinbank und die Reihe kleiner Statuen entlang dem Hauptzufahrtsweg hinter dem Tor mit seiner feinen Schmiedearbeit sind erhaltene Zeugnisse dieser Anlage. Die Statuen sind in Eibenpflanzungen mit sorgsamem geometrischem Schnitt einbezogen. Zwei großvolumige Wirtschaftsgebäude aus verputztem Bruchstein schließen die Anlage nach Osten.
Das Herrenhaus ist ein langgestreckter zweigeschossiger Baukörper von 12 Fensterachsen unter einem Mansarddach. Schon im Baujahr 1788 haben sich „diesen ganzten Sommer ... sämtliche Wittgensteinischen Herrschafften zu Schwartzenau auffgehalten, in deme der Regierende Herr allda, Herr Graff Ludwig ein großes Wohnhauß an der Eder aufführen lassen“, wie die Chronik berichtet.
Das Baujahr und die Initialen des Erbauers zieren unter der Krone den Haupteingang. Heute ganz verputzt, ist kaum zu erkennen, dass das Erdgeschoss aus Bruchstein, das obere Stockwerk dagegen in Fachwerk ausgeführt ist. Das benötigte Holz wurde vermutlich auf der Eder über fast 30 Kilometer aus dem Abbruch des Herrenhauses Ludwigseck bei Erndtebrück herangeschafft. Zahlreiche wieder verwendete Hölzer im Dachwerk bezeugen diese Überlieferung.
Die repräsentativen Wohnräume befanden sich von Beginn an in der oberen Etage, während das Erdgeschoss der Hauswirtschaft dient. Das Herrenhaus hat um die Mitte des 19. Jahrhunderts eine Umgestaltung erfahren. Sie gibt sich am Äußeren durch neue Eingangsportale und vor allem durch den übergiebelten Mittelrisalit mit dem neu geschaffenen Treppenhaus zu erkennen.
Teilweise älter als das Herrenhaus sind die westlichen Teile des Wirtschaftsgebäudes an der Straße. Das obere Stockwerk zeigt kräftiges Fachwerk mindestens des frühen 18. Jahrhunderts. Die Erdgeschosswände sind dagegen in starkem Bruchsteinmauerwerk aufgeführt.
Zwei Gewölbekeller und eine Feuerstelle im Flügelbau hinter einem offenen Bogengang lassen die Vermutung zu, dass es sich hier um die Keimzelle des herrschaftlichen Gutes Schwarzenau handelt.